# マテイ・イェリッチ
マテイ・イェリッチ（Matej Jelić、1990年11月5日 - ）はクロアチア・オシエク＝バラニャ郡ナシツェ出身のサッカー選手。HNKツィバリア・ヴィンコヴツィ所属。ポジションはフォワード。

## 経歴
2008年、地元のNKベリシュチェからプルヴァHNL（クロアチア1部）に属するNKディナモ・ザグレブに移籍。将来が期待されたが弱冠18歳のイェリッチはこの時点ではまだリーグ屈指の強豪で出場機会を得ることができず、当時ドルガHNL（クロアチア2部）に属していたNKロコモティヴァ・ザグレブにレンタルされる。同クラブでは主力として活躍し、1部への昇格と翌シーズンの1部残留に貢献した。
その後はプルヴァHNL及びドルガHNLに属する複数のクラブでプレー。2013年夏にフォルトゥナ・リーガの強豪MŠKジリナに移籍。
2014-15年シーズンにはリーグ戦29試合で19得点3アシストを記録しリーグ得点王となり、チームはリーグ準優勝を飾る。
2015-16年シーズンの序盤（7月から8月）ではUEFAヨーロッパリーグ予選大会の8試合で7得点2アシスト、リーグ戦では6試合で6得点を記録。
多くのクラブが獲得に興味を示す中、2015年8月31日にオーストリア・ブンデスリーガに属する名門SKラピード・ウィーンに移籍。同シーズンではオーストリア・ブンデスリーガで27試合に出場し6得点1アシストを記録。2015年10月1日にはUEFAヨーロッパリーグ本大会でのデビューを果たした。

## プレースタイル
基本ツートップもしくはワントップのフォワードとして試合に出場しているが、チーム事情によっては左右のウィングやトップ下として出場することもある。